# Liste der Kulturdenkmäler in Sommerau (an der Ruwer)
In der Liste der Kulturdenkmäler in Sommerau sind alle Kulturdenkmäler der rheinland-pfälzischen Ortsgemeinde Sommerau aufgeführt. Grundlage ist die Denkmalliste des Landes Rheinland-Pfalz (Stand: 8. Februar 2023).

## Denkmalzonen
| Bezeichnung                          | Lage                               | Baujahr                              | Beschreibung | Bild                           |
| ------------------------------------ | ---------------------------------- | ------------------------------------ | --- | ------------------------------ |
| Denkmalzone Burg Sommerau            | oberhalb des Ortes (Zur Burg) Lage | drittes Drittel des 13. Jahrhunderts | Ruine der Burg eines Trierer Ministerialengeschlechts, wohl aus dem dritten Drittel des 13. Jahrhunderts, 1673 zerstört; erhalten Teile eines Wohngebäudes und des Bergfrieds, Wallgraben und Grabenring eingeebnet | weitere Bilder Fotos hochladen |
| Denkmalzone Ruwerlauf und Mühlgraben | westlich des Ortes Lage            | 13. Jahrhundert                      | Führung des Ruwerlaufs um den Ort (mit Wasserfall), der im 13. Jahrhundert noch um den Burgberg führte, und Mühlgraben der 1572 genannten Mühle                                                                     | weitere Bilder Fotos hochladen |

## Einzeldenkmäler
| Bezeichnung | Lage                               | Baujahr | Beschreibung                                                                     | Bild            |
| ----------- | ---------------------------------- | ------- | -------------------------------------------------------------------------------- | --------------- |
| Quereinhaus | Dorfstraße 7 und 9 Lage            | 1838    | Quereinhäuser, bezeichnet 1838, Teilung und Erweiterung bezeichnet 1900 und 1901 | Fotos hochladen |
| Wegekreuz   | südlich des Ortes an der K 64 Lage | um 1900 | Pfeilerkreuz, um 1900                                                            | Fotos hochladen |